# Giovanni Rossi (ciclista)
Giovanni Rossi (Bidart, 7 de maio de 1926 — Ponte Tresa, 17 de setembro de 1983) foi um ciclista de estrada profissional suíço. Foi profissional de 1949 a 1954, período no qual conquistou duas vitórias. No único Tour de France que ele participou, Rossi venceu a primeira etapa e vestiu a camisa amarela por uma etapa após sua vitória. Sua outra vitória importante foi vencer uma etapa na competição Volta à Suíça, também em 1951. Ele também terminou em segundo lugar na outra etapa no mesmo ano do Tour de France e ficou em segundo lugar no Campeonato da Suíça de Estrada de 1951, atrás de Ferdinand "Ferdi" Kübler, que venceu o Tour de France 1950.
Rossi também competiu na prova de estrada individual e por equipes nos Jogos Olímpicos de Verão de 1948.